# ¿Chico o chica?
¿Chico o chica? es una película española de comedia musical estrenada en 1962, escrita por Antonio Guzmán Merino y Antonio del Amo y dirigida por este último. Está protagonizada en los papeles principales por Eulalia del Pino y los niños Maleni Castro y Cesáreo Quezadas (Pulgarcito).

## Sinopsis
Una joven madre española, se ve obligada a emigrar a México por razones económicas. Como no puede llevarse consigo a su hija pequeña, la deja al cuidado de sus tíos paternos en España.
Años después, tras haber mejorado su situación en América, regresa a España decidida a recuperar a la niña, ahora convertida en adolescente y cantante de voz encantadora. Sin embargo, los tíos, profundamente encariñados con la niña, no van a consentir tan fácilmente que se les arrebate a la joven e inventarán mil estratagemas para impedirlo.

## Reparto
- Maleni Castro
- Cesáreo Quezadas 'Pulgarcito' - Panchito
- Eulalia del Pino - Madre
- Miguel Gómez
- Manuel de Juan
- Gracita Morales
- Erasmo Pascual
- Fernando Liger
- Luis Moreno
- Luis Roses
- Manuel Rojas
- Elisa Méndez
- Angel Calero
- Carmen Porcel
- Luis Rodríguez (Candi)
- Rosario Molina